# Baltimora
Baltimora (Балтімора) — італійський музичний гурт другої половини 1980-х років. Назва гурту означає рід квіткових рослин родини складноцвітих, що ростуть у Центральній і Південній Америці.

## Історія групи
На початку 1984 року італійський музикант і продюсер Мауріціо Бассі вирішив створити новий музичний проект. Він зустрів Джимі Макшейна (нар. 23 травня 1957 року в Деррі, Велика Британія), який працював тоді в ірландському Червоному Хресті. Джимі запропонував створити проект, в якому він став би лідером завдяки своєму зовнішньому вигляду і таланту танцюриста. Музику і тексти писали в основному Мауріціо Бассі і Неймі Хекіт, деякі тексти їх пісень, наприклад: "Survivor in Love", були написані Джимі Макшейном. Джимі з'являвся на сцені екстравагантно одягнутим, а інші учасники групи робили різні зачіски і носили окуляри в червоній оправі. Мауріціо Бассі запрошував й інших музикантів для запису пісень групи.
Колектив найбільш відомий своїм хітом 1985 року Tarzan Boy. Будучи випущений в Європі влітку 1985 року, він мав великий успіх — досяг 6 місця в Італії, а також входив у першу п'ятірку у багатьох європейських країнах, включаючи Німеччину, Швейцарію, Австрію, Швецію, Францію, Нідерланди та Норвегію. Незабаром група домоглася успіху і у Великій Британії, де «Tarzan Boy» досяг 3 місця у серпні 1985 року.
У жовтні 1985 сингл «Tarzan Boy» був виданий у Канаді і до кінця року досяг в канадських чартах 5 місця. А от щоб потрапити в Billboard Hot 100 в Сполучених Штатах (де цей сингл був виданий лейблом звукозапису EMI), пісні знадобилося дуже багато часу. Але коли ж вона нарешті увійшла в чарт, то залишалася в ньому 6 місяців. У США максимальна позиція була 13-а (ранньою весною 1986 року).
Другий альбом групи, Survivor in Love, не мав успіху і Мауріціо Бассі вирішив присвятити себе іншим музичним проектам. Балтімора розпалася, а Джимі Макшейн покинув сцену.

## Дискографія

### Студійні альбоми
| Living in the Background                  | - Випущено: 4 вересня 1985 - Лейбл: EMI - Формати: MC, CD, LP | 49 | 18 | 49 | - CAN: Gold |
| Survivor in Love                          | - Випущено: 1987 - Лейбл: EMI - Формат(и): CD, LP             | —  | —  | —  |             |
| "—" denotes a release that did not chart. |                                                               |    |    |    |             |

### Компіляції
| Рік                    | Альбом                                                              |
| ---------------------- | ------------------------------------------------------------------- |
| The World of Baltimora | - Випущено: 26 November 2010 - Лейбл: EMI - Формат(и): CD, цифровий |